# Christo Popov
Christo Popov (Sofía, Bulgaria, 8 de marzo de 2002) es un deportista francés que compite en bádminton, en las modalidades individual y de dobles. Su hermano Toma compite en el mismo deporte.
En los Juegos Europeos de Cracovia 2023 consiguió dos medallas, plata en la prueba individual y bronce en dobles. Ganó dos medallas en el Campeonato Europeo de Bádminton de 2025.

## Palmarés internacional
| Juegos Europeos    | Juegos Europeos     | Juegos Europeos   | Juegos Europeos |
| Año                | Lugar               | Medalla           | Prueba          |
| ------------------ | ------------------- | ----------------- | --------------- |
| 2023               | Tarnów (Polonia)    | Medalla de plata  | Individual      |
| 2023               | Tarnów (Polonia)    | Medalla de bronce | Dobles          |
| Campeonato Europeo |                     |                   |                 |
| Año                | Lugar               | Medalla           | Prueba          |
| 2025               | Horsens (Dinamarca) | Medalla de oro    | Dobles          |
| 2025               | Horsens (Dinamarca) | Medalla de bronce | Individual      |